# گاتش (استان پودلاسکی)
گاتش (به لهستانی:  Gać) یک روستا در لهستان است که در گمینا وومژا واقع شده‌است.
 گاتش  ۹۸۶ نفر جمعیت دارد.